# Pietro Pala
Pietro Pala (Tempio Pausania, 16 ottobre 1927 – Sassari, 4 dicembre 2015) è stato un politico italiano.

## Biografia
Pubblicista, laureato in Legge, vice presidente della FUCI di Sassari, nel 1950 è segretario del Centro universitario della DC. Lavora per l'ufficio stampa dell'ETFAS (Ente per la trasformazione fondiaria e agraria in Sardegna) e nel 1955 fa parte del consiglio nazionale giovanile della DC. Segretario della Democrazia Cristiana per la Sardegna, viene eletto per la prima volta alla Camera dei Deputati nel 1963 e poi al Senato per quattro legislature.